# Maures (IGP)
Le maures, appelé vin de pays des Maures jusqu'en 2009, est un vin français d'indication géographique protégée (le nouveau nom des vins de pays) de zone qui a vocation à labelliser, après dégustation, les vins ne pouvant postuler à une appellation d'origine.

## Histoire
Le Maures est une dénomination viticole provençale dont le vignoble se trouve dans le département du Var. Cette labellisation fut d'abord connue sous le nom de Vin de Pays des Maures par le décret du 25 janvier 1982. Depuis 2009, ce vin possède le label européen IGP (Indication Géographique Protégée) qui remplace le label VDP (Vin De Pays).	
Il est à noter que le logo IGP décerné par l'Union européenne figure sur l'étiquette quand la mention indication géographique protégée est remplacée par celle plus traditionnelle de Vin de Pays. 
Au début des années 2000, la filière viti-vinicole varoise, incluant la zone des Maures, a créé le centre national de recherche et d’expérimentation du vin rosé  à Vidauban. Le but des travaux de ses techniciens, est de proposer des méthodes de développement optimales afin d'obtenir une production vinicole toujours plus qualitative.

## Étymologie
Au temps des grandes invasions, une bande de Sarrasins venue d’Espagne vers 890 fit de la Garde-Freinet son nid d'aigle pour piller la Provence. Si leur présence se maintint jusqu'en 972 dans le massif des Maures, celui-ci ne leur doit en rien son nom. En effet dès le Xe siècle, Luitprand, évêque de Crémone, parle de montem maurum, la montagne sombre, pour décrire cette succession de masses sombres naguère couvertes d'épaisses forêts.

## Situation géographique
Le vignoble couvre 42 communes varoises dans les cantons de Collobrières, La Crau, Cuers, Fréjus, Grimaud, Le Luc, Le Muy, Saint-Raphaël, Saint-Tropez ainsi que les deux d'Hyères. S'y adjoignent les communes des Arcs, Callas, La Farlède, Flassans-sur-Issole, Gonfaron, Pignans, Saint-Paul-en-Forêt, Seillons-Source-d'Argens et Tanneron. 
Cette zone s'étend, d’ouest en est, de Toulon jusqu'à Fréjus. Elle est délimitée à l'ouest par le Gapeau et par le Réal Martin ; à l'est par l'Argens, ainsi que par la Méditerranée au sud. Une vallée étroite (dépression permienne), celle de l'Aille, prolongée au nord-est par la plaine des Maures (Le Cannet, Le Luc, Gonfaron) marque sa limite nord. Les îles d'Hyères et la presqu'île de Giens appartiennent à ce terroir viticole. 

### Géologie et orographie

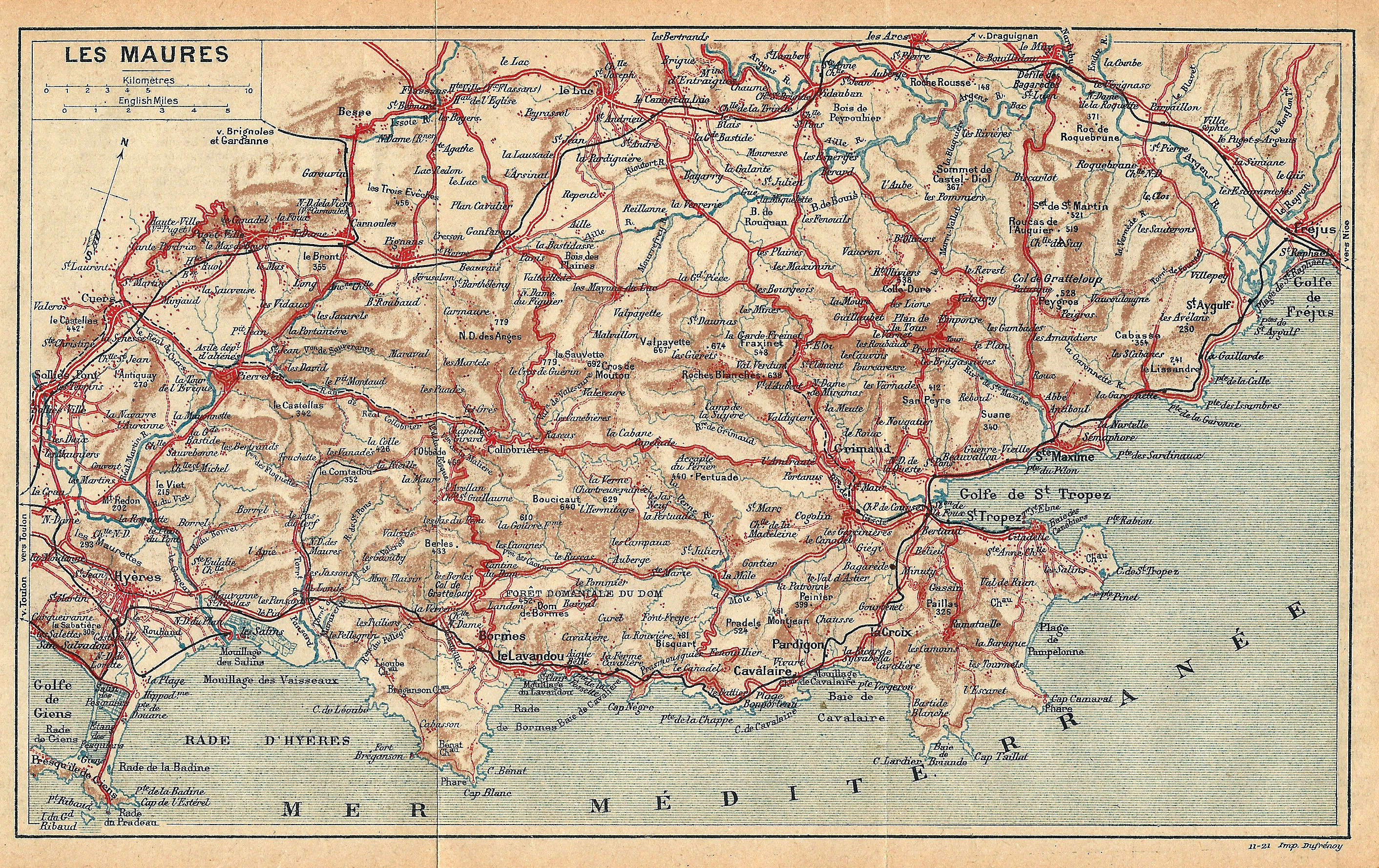
Carte générale du massif des Maures

Le vignoble est centré autour du massif cristallin des Maures. Cette petite chaîne montagneuse s'étend de la plaine des Maures du Luc-en-Provence jusqu'à Vidauban. Le point culminant de ce massif est le Signal de la Sauvette qui culmine à 780 mètres.

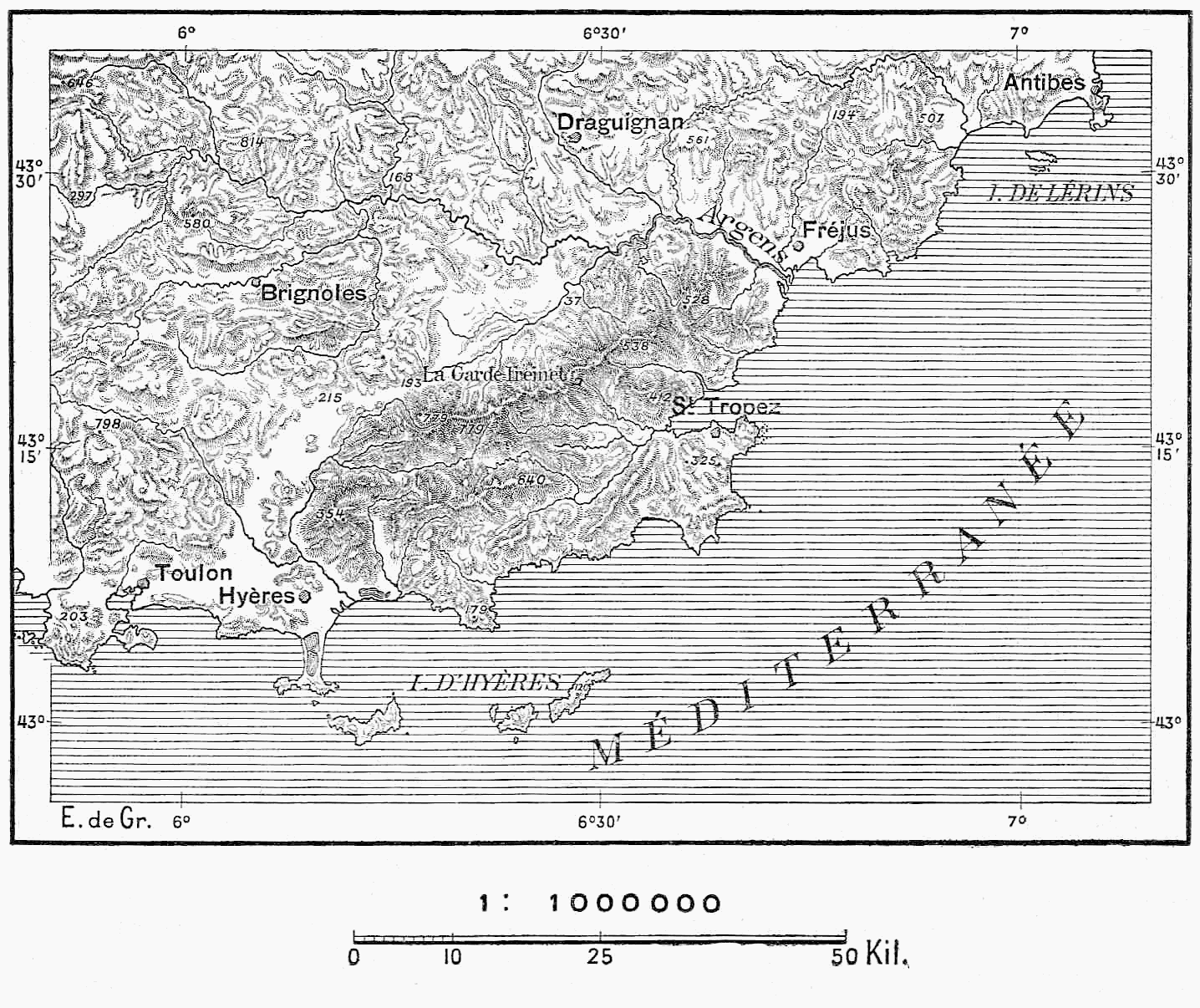
Carte des Maures situant les villes et les vallées

Les vignes ont été plantées sur des sols calcaires, schisteux, granitiques, gréseux, marneux ainsi que de phyllades et de sables alluviaux. Ce substrat géologique présente de plus une unité géographique due au massif des Maures et à sa dépression permienne septentrionale. Enfin « Le massif cristallin (hercynien) offre de nombreuses lignes de relief alignées est-ouest, caractérisées par des coteaux parfaitement ensoleillés, propices à l’implantation de la vigne. ».
De plus, la dépression permienne, qui cerne le massif à l’ouest, au nord et nord-est, « offre le paysage d’une plaine vallonnée dont le soubassement est constitué de grès et argilites de couleur rouge violine caractéristique, résidus d’une intense érosion lithique des sols recouvrant le massif des Maures, à la fin de l’ère primaire ». C'est sur ces sols permiens, le plus souvent recouverts par des apports alluviaux et colluviaux, qu'est implanté une bonne partie du vignoble.  

### Climat
Le climat est typiquement méditerranéen. Sa pluviométrie est de l’ordre de 900 mm/an répartie inégalement. On compte deux saisons sèches (hiver et été), et deux saisons pluvieuses (automne et printemps). Les températures de type estival s’installent de mai à septembre, et deviennent caniculaires au cours de l'été. Les risques de gelées printanières sont faibles et limités à quelques vallées étroites en altitude. L’ensoleillement est fort, jusqu’à 3 000 heures de soleil par an. Le Mistral et le vent d’est sont dominants. Tous ces paramètres sont favorables à un bon cycle de la vigne. Leur influence cumulée permet de conserver un parfait état sanitaire et évite un maximum de traitements chimiques à la vigne. 
| Mois                                                         | Janv. | Fév.  | Mars  | Avr.  | Mai   | Juin  | Juil. | Août  | Sept. | Oct.  | Nov.  | Déc.  | Année  |
| ------------------------------------------------------------ | ----- | ----- | ----- | ----- | ----- | ----- | ----- | ----- | ----- | ----- | ----- | ----- | ------ |
| Températures maximales moyennes (°C)                         | 12,1  | 12,6  | 14,3  | 16,5  | 19,7  | 23,4  | 27    | 27,3  | 24,3  | 20,2  | 15,6  | 13    | 18,8   |
| Températures minimales moyennes (°C)                         | 6,5   | 6,6   | 7,8   | 9,8   | 13    | 16,5  | 19,5  | 17,3  | 14,1  | 9,9   | 7,5   | 6     | 12,3   |
| Températures moyennes (°C)                                   | 9,3   | 9,6   | 11    | 13,2  | 16,3  | 20    | 23,3  | 23,4  | 20,8  | 17,1  | 12,8  | 10,3  | 15,6   |
| Ensoleillement (h)                                           | 147,8 | 148,9 | 203,2 | 252,1 | 234,9 | 280,6 | 310,3 | 355,5 | 319,5 | 247,0 | 201,5 | 145,5 | 2748,1 |
| Moyennes de précipitations (mm)                              | 82,4  | 82,8  | 64,7  | 53,2  | 40,1  | 25,7  | 15,5  | 27,8  | 57,0  | 104,9 | 85,7  | 72,2  | 711,8  |
| Source : Climatologie mensuelle à la station de Cap Camarat. |       |       |       |       |       |       |       |       |       |       |       |       |        |

## Vignoble

### Présentation
Situé sur le même terroir qu'une partie des côtes-de-provence, toutes productions viticoles confondues, ce vignoble couvre environ 15 800 hectares, ce qui représente environ la moitié du potentiel varois (32 000 hectares). Actuellement, le vignoble producteur de l’IGP Maures couvre près de 1 300 hectares. 

### Encépagement
Pour les vins rouges et rosés, les principaux cépages cultivés sont le grenache N (4.400 ha), le cinsaut N (2.900 ha), la syrah N (2.200 ha) et le carignan N (1.800 ha) auxquels s'ajoutent, issus d'autres terroirs viticoles, le pinot noir N, le merlot N et le cabernet N ; pour les blancs sont élaborés avec les traditionnels rolle B (ou vermentino B) et ugni blanc B. Ces cépages peuvent être assemblés avec  du chardonnay B et du sauvignon B. 

### Méthodes culturales et réglementaires

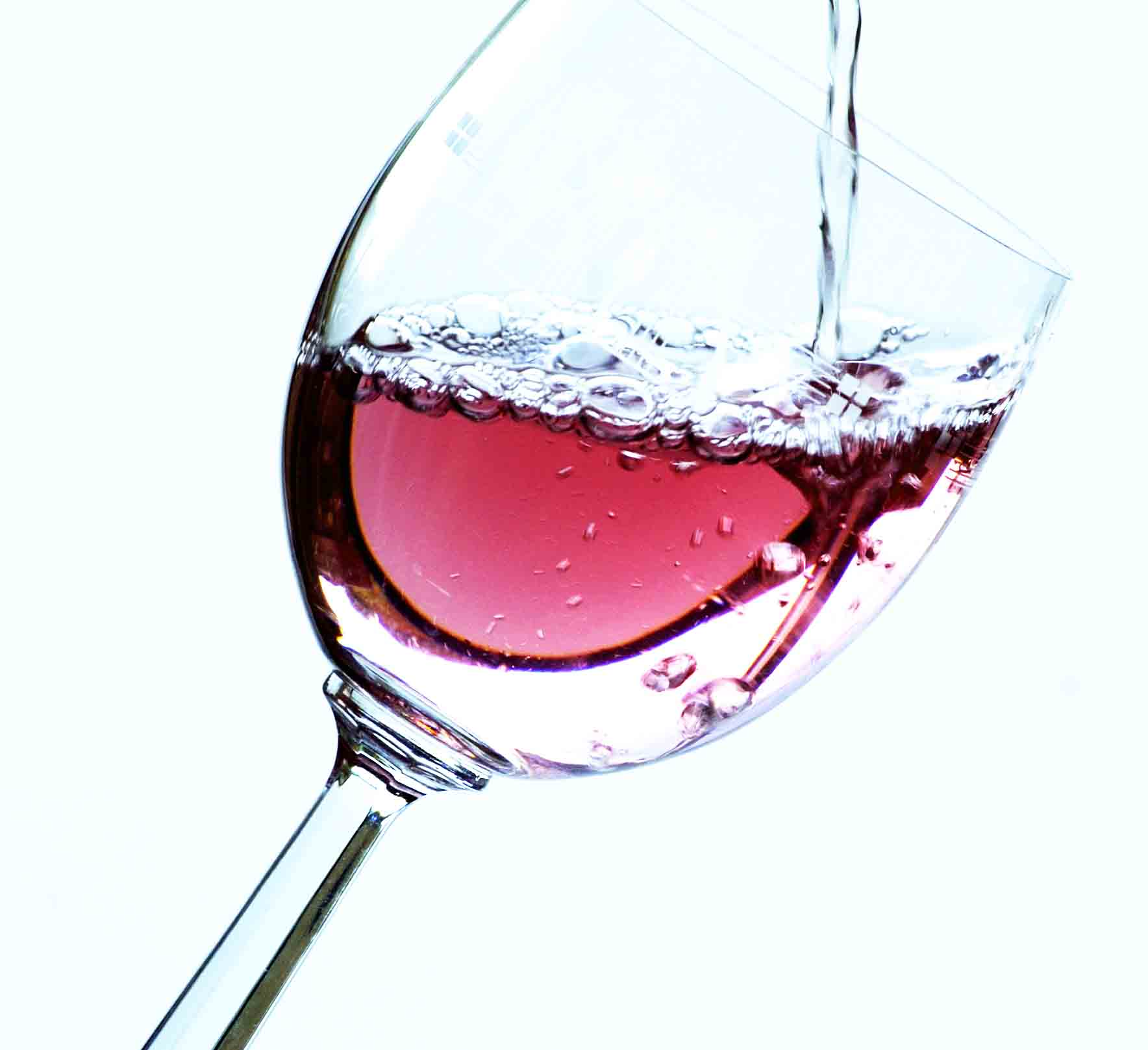
Verre de vin rosé

Le rendement maximum est fixé réglementairement à 105 hectolitres à l'hectare. Si la production majoritaire reste la vinification des vins rosés, le secteur est aussi producteur de rouges (25 %) et de blancs (7 %). Sont aussi élaborés des vins mousseux. Cette production, où intervient une cinquantaine d’opérateurs (producteurs, élaborateurs, metteurs en marché), représente environ un million de bouteilles/an. 
Il est à noter que l'IGP peut être complétée par le nom d'un ou plusieurs cépages ou par les mentions « primeur » ou « nouveau ». La mention des cépages est réservée aux vins tranquilles et aux vins mousseux ; celle de « primeur » ou « nouveau » aux seuls vins tranquilles. 

### Vinification et élevage

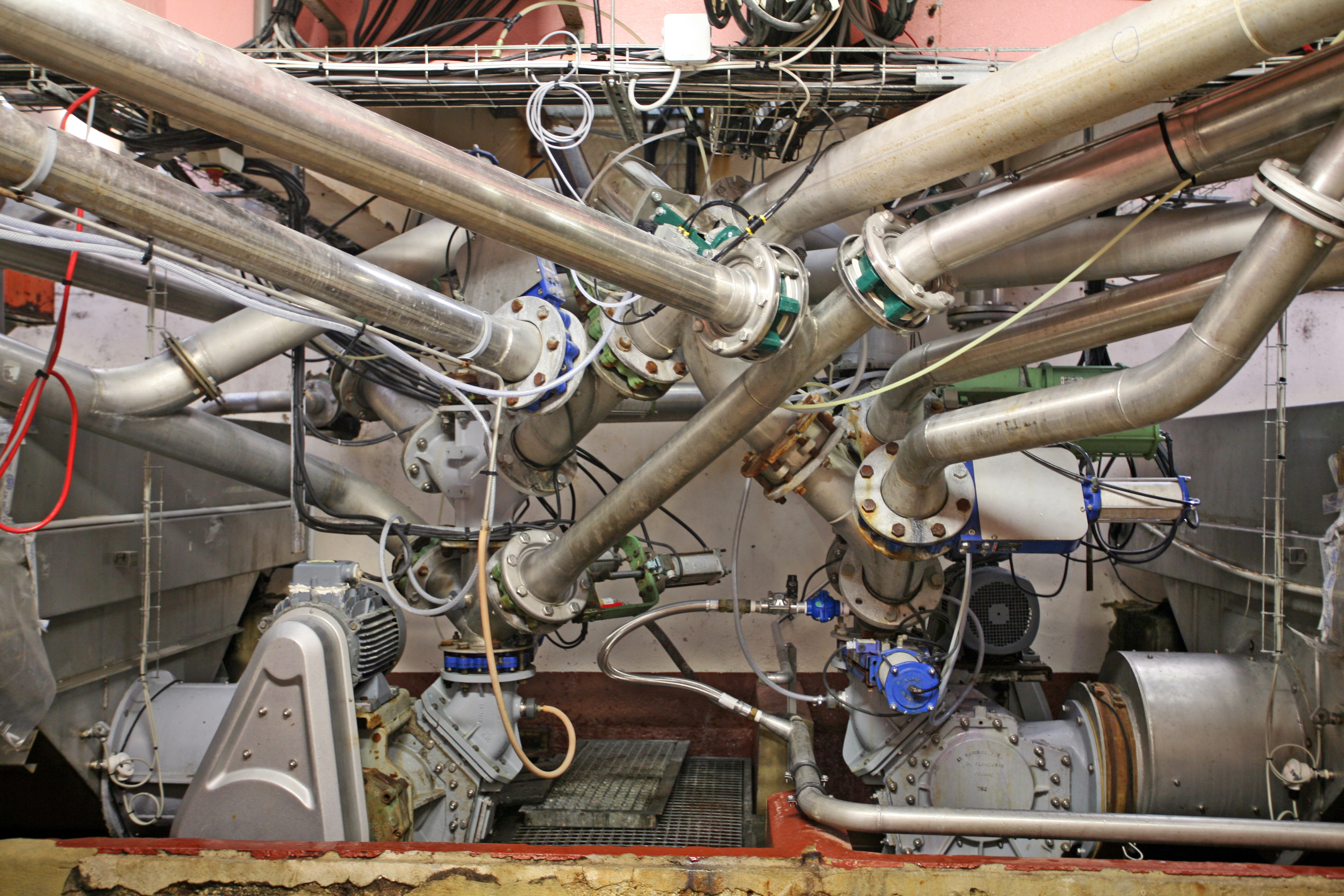
Vannes de distribution des moûts après pressurage

La maîtrise des températures est une nécessité, en particulier pour un vin rosé. Seule cette méthode permet d'obtenir un vin dont la robe s'apparente à celle d'un rouge très clair, et qui propose à la dégustation le fruit et la fraîcheur  des blancs. Ces trois couleurs de vins doivent présenter un titre alcoométrique volumique acquis minimum de 10 %. 
Il existe deux types de vinification pour les rosés. La première, dite technique du pressurage direct, consiste à presser directement les grappes qu'elles soient entières ou éraflées. Leur jus fermente ensuite à basse température (16 à 18 °C), ce qui permet de préserver les arômes primaires. Les vins obtenus par cette méthode sont vifs et fruités avec une robe rose pâle. 
L’autre technique est la saignée où le jus est obtenu sous la seule pression d'une vendange de grappes entières mise en cuve. Ce vin issu d'une macération pelliculaire, sous atmosphère de CO2, dont le moût est maintenu rafraîchi pendant 8 à 24 heures. Cette méthode permet d'obtenir des vins rosés à la robe plus foncée et possédant une structure plus soutenue.

### Terroir et vins

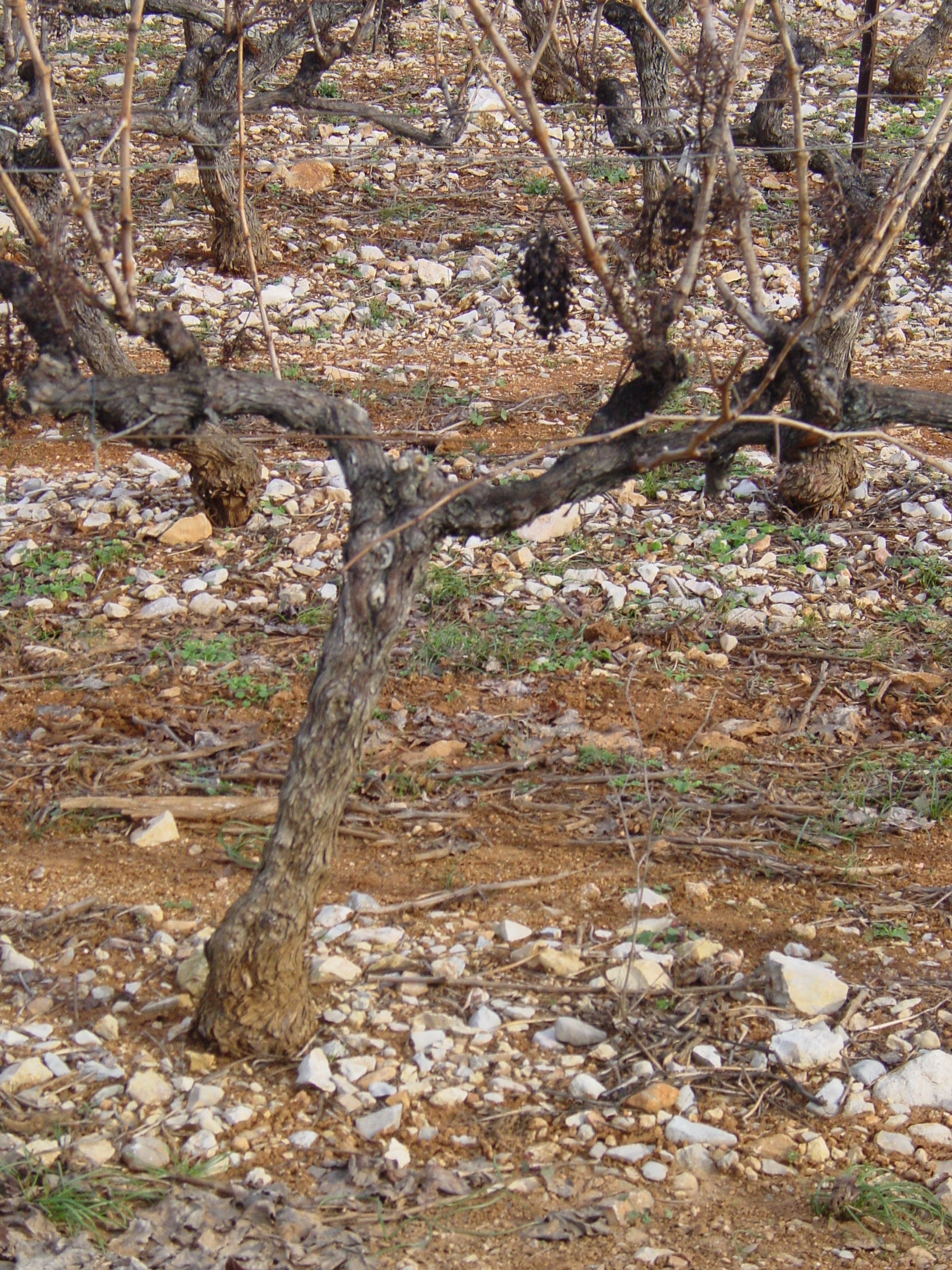
Terroir de l'IGP Maures

Le climat permet une très bonne maturation des cépages dans des conditions particulièrement saines. De plus, le terroir viticole, avec ses sols bien aérés et pauvres, ajoute aux atouts qui favorisent l'obtention de vins qualitatifs. Enfin s'y jint le savoir-faire des vignerons, dont la maîtrise des différentes techniques culturales et de vinification, est le gage d'une qualité optimale et régulière. 
Les vins rosés (68 % des volumes) qui se présentent, le plus souvent, avec une robe de couleur pâle, sont caractérisées par des arômes vifs et fruités. Leur nez et leur bouche varient en fonction des cépages et des techniques de vinification. Les vins rouges (25 %) se distinguent à la dégustation par leur corps et leurs tanins très fins ainsi que par une bonne structure. Les vins blancs (7 %), très aromatiques et tout en rondeur, utilisent tout le potentiel qualitatif du vermentino B, dénommé rolle en Provence, qui est majoritaire dans les assemblages. Les caractéristiques organoleptiques des vins mousseux, avec leurs arômes floraux et fruités associés à une belle rondeur, les classent en bonne place dans la gamme des vins effervescents de qualité. 
Il est à souligner que le maintien de la viticulture dans cette partie de la Provence est une réponse adaptée pour lutter contre la fragilité des forêts face aux incendies. La vigne offre, en effet, des coupures jouant le rôle efficace de pare feu. De plus, ce vignoble contribue à la qualité paysagère du massif des Maures.

### Type de vins et gastronomie
Ces vins sont caractérisés par leurs saveurs d'épices douces et leur fruité aromatique. Le rouge, vin simple dans une robe grenat, présente un nez marqué par les fruits rouges cuits, comme la cerise,. Sa bouche est toute en rondeur et il se boit à 16 °C. 
Le rosé, vin idéal pour les pique-niques et les grillades, possède une robe rose saumon éclatante. Le nez, très provençal, allie aux tonalités épicées, des notes d'agrumes et de petits bonbons acidulés. La bouche fondante est agréable, toute en finesse, rondeur et délicatesse. À noter que ce vin est parfait sur des salades, servi à 8 °C,. 
Le blanc, très original, à la robe jaune pâle, au nez, outre les senteurs de rose caractéristiques du rolle, dévoilent des fragrances de plantes exotiques, comme la noix de coco et la fleur de vanille, où se fondent des arômes de miel,. En bouche ce vin sec possède une très belle intensité aromatique. Il est parfait à l'apéritif. 
Suivant leur couleur, les maures se marient avec de la charcuterie, des légumes cuisinés, des poissons et fruits de mer, de la viande blanche (veau, lapin, volaille, porc) ou de la viande rouge (bœuf, agneau ou mouton). 
Pour les fromages, ils s'allient aussi bien à ceux à pâte molle et croûte fleurie (ex : Camembert) qu'à ceux à pâte molle et croûte lavée (ex : Livarot). Ils sont excellents sur des fromages à pâte persillée (ex : Roquefort), à pâte pressée cuite (ex : Comté) ainsi que sur des fromages de chèvre.

### Structure des exploitations et commercialisation

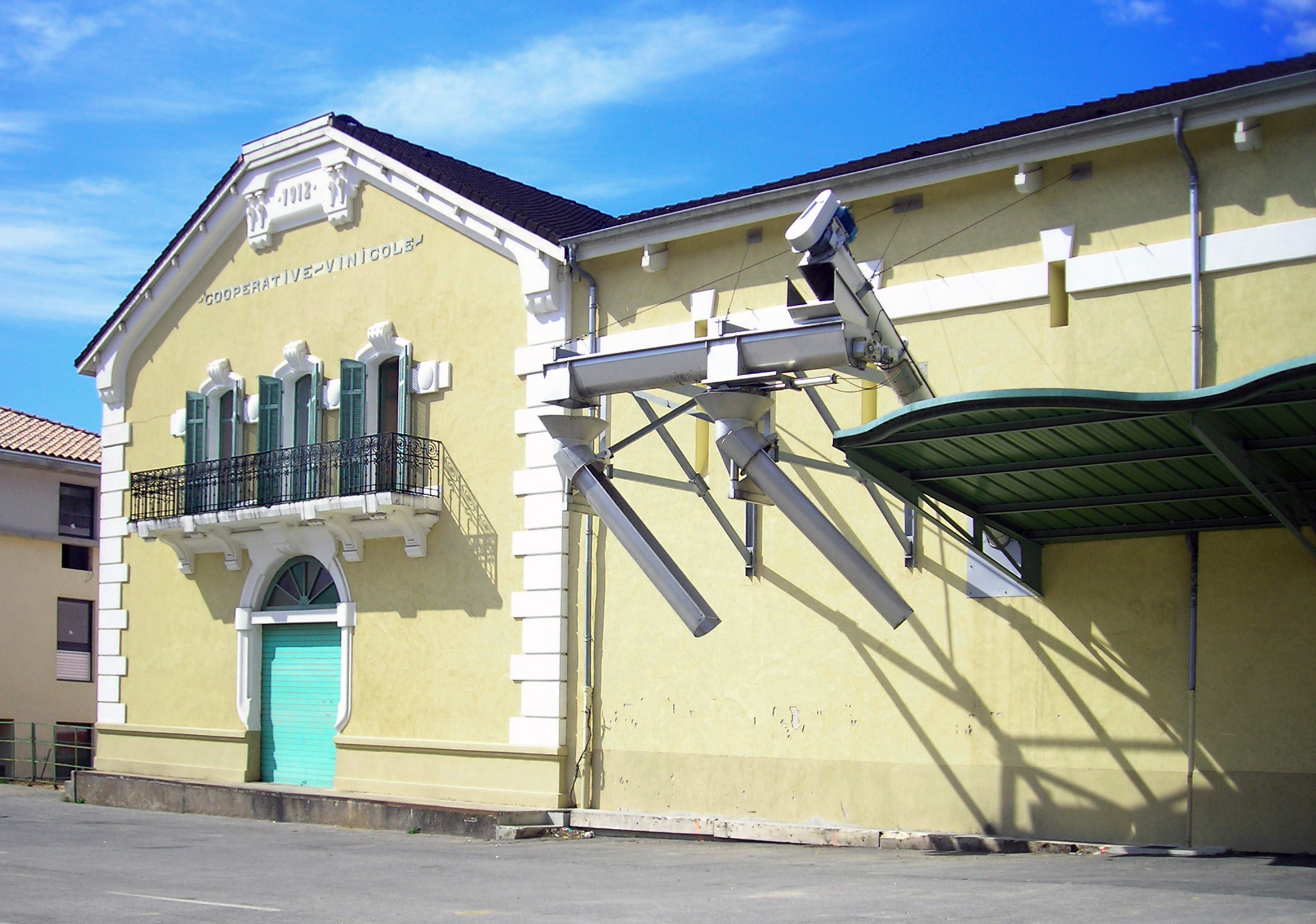
Une des coopératives vinicoles commercialisant l'IGP Maures

Ces vins sont élaborés dans les chais de 19 caves coopératives et de 124 domaines. Depuis 1982, date de la création des vins de pays, cette filière a pu développer les ventes en jouant la carte du marché local et du tourisme grâce à des stations comme Saint-Tropez, Sainte-Maxime, Fréjus ou Saint Raphaël. Cette zone de consommation est assez importante et significative pour permette à tous les producteurs de bénéficier des retombées économiques nécessaires à leur maintien et à leur développement. 
Une situation de fait qui a même permis aux structures coopératives très anciennes, puisque les premières caves coopératives du massif des Maures datent du début du XXe siècle, de se moderniser en se servant cette manne touristique. Ce dynamisme permet à l'IGP Maures d'être
bien représenté commercialement. Son volume d'offre s'est stabilisé à la fin des années 2010 aux environs de 60 000 hectolitres. 